# مرايا 2000 (مسلسل)
مرايا 2000 مسلسل سوري من إنتاج عام 1999 وهو تكملة لسلسلة مرايا الشهيرة من بطولة الفنان الكبير ياسر العظمة.
وعلى الرغم من أنه يحمل اسم (مرايا 2000) إلا إنه بدأ عرضة بعام 1999 حيث أن بداية شهر رمضان كانت ببداية ديسمبر 1999.

## القصة
يعرض هذا المسلسل الأحداث الدائرة في محيط الوطن العربي بل والعالمي بأسلوب كوميدي، ويتكون هذا المسلسل من عدة لوحات بحيث يعرض لوحة أو لوحتان وأحيانا ثلاثة في كل حلقة من حلقات مرايا.
من أهم ميزات هذا الجزء بأنه يضم عدد كبير من الفنانين الذين شاركوا في الأجزاء السابقة من سلسلة مرايا وهذا الشيء سيعطيه طابع فريد من نوعه.
هذا المسلسل من إخراج مأمون البني، ومن إنتاج شركة قارة للإنتاج الفني.

## بطولة
- ياسر العظمة
- سليم كلاس
- مها المصري
- عصام عبه جي
- هالة حسني
- حسن دكاك
- وفاء موصللي
- عارف الطويل
- توفيق العشا
- كاريس
- عابد فهد
- هاني شهاين
- حسن عويتي
- ليلى سمور
- بشار إسماعيل
- عبير شمس الدين
- سيف الدين سبيعي
- وائل رمضان
- إيمان عبدالعزيز
- انطونيت نجيب
- محمد قنوع
- ياسين ارناؤوط
- سلمى المصري
- هالة شوكت

## الحلقات
حلقة اولى: غير قابل للنشر فكرة عزيز نسين (ياسر العظمة - عابد فهد - عارف الطويل - هالة حسني - ايمان عبدالعزيز - سليم كلاس - محمد قنوع - عبير شمس الدين)
حلقة الثانية: معرض اقتصادي فكرة عزيز نسين (ياسر العظمة - عبير شمس الدين - سليم كلاس - عصام عبه جي - حسن دكاك - هاني شاهين - محمد قنوع - ليلى سمور - بشار اسماعيل)
حلقة الثالثة: تتمة معرض اقتصادي فكرة عزيز نسين (ياسر العظمة - عبير شمس الدين - عارف الطويل). اشهدو يا ناس فكرة نور الدين الهاشمي (ياسر العظمة - حسن دكاك - وائل رمضان - ياسين ارناؤوط - ايمان عبدالعزيز - عصام عبه جي)
حلقة الرابعة: مابدها حيا المسألة!!! فكرة نور الدين الهاشمي (ياسر العظمة - مها المصري - وفاء الوصللي - هالة حسني - ياسين ارناؤوط - ايمان عبدالعزيز)
حلقة الخامسة: البهلوان (ياسر العظمة - سلمى المصري - سليم كلاس - محمد قنوع - هاني شاهين - بشار اسماعيل)
حلقة السادسة: توفير على ذمة المدير فكرة نور الدين الهاشمي (ياسر العظمة - عبير شمس الدين - سليم كلاس - عصام عبه جي) تلفون لاسلكي فكرة دلع ممدوح الرحبي (هالة حسني - مها المصري - عبير شمس الدين - ليلى سمور)
حلقة السابعة: نفذ بريشو فكرة زياد الريس (ياسر العظمة - مها المصري - هالة حسني - هالة شوكت - محمد قنوع - ياسين ارناؤوط - توفيق العشا - هاني شاهين - بشار اسماعيل)
حلقة الثامنة: تتمة نفذ بريشو فكرة زياد الريس (ياسر العظمة - مها المصري - حسن دكاك - عصام عبه جي - عارف الطويل - محمد قنوع - هالة شوكت) سعادة أبو هاني فكرة نور الدين الهاشمي (ياسر العظمة - عصام عبه جي - سلمى المصري - محمد قنوع - هاني شاهين - توفيق العشا - حسن دكاك)
حلقة التاسعة: عسكر وحرامية فكرة نور الدين الهاشمي (ياسر العظمة - سلمى المصري - حسن دكاك - بشار اسماعيل - عارف الطويل - عابد فهد - وائل رمضان - هاني شاهين - ليلى سمور - عصام عبه جي - وفاء موصللي - توفيق العشا - ياسين ارناؤوط - مها المصري)
حلقة العاشرة: بستان أبو حمدي فكرة عزيز نسين (ياسر العظمة - وفاء موصللي - حسن دكاك - بشار اسماعيل - ياسين ارناؤوط - سليم كلام - محمد قنوع)
حلقة الحادية عشر: طرابيش وملايا فكرة عزيز نسين (ياسر العظمة - توفيق العشا - عابد فهد - عارف الطويل - مها المصري - سلمى المصري - عبير شمس الدين - ايمان عبدالعزيز)
حلقة الثانية عشر: طرابيش وملايا فكرة عزيز نسين (ياسر العظمة - توفيق العشا - عابد فهد - عارف الطويل - مها المصري - سلمى المصري - عبير شمس الدين - ايمان عبدالعزيز-كاريس - هالة حسني - هاني شاهين - هالة شوكت)
حلقة الثالثة عشر: طرابيش وملايا فكرة عزيز نسين (ياسر العظمة - توفيق العشا - عابد فهد - عارف الطويل - مها المصري - سلمى المصري - عبير شمس الدين - ايمان عبدالعزيز-كاريس - هالة حسني - هاني شاهين - هالة شوكت - وائل رمضان)
حلقة الرابعة عشر: موت حشرة فكرة نور الدين الهاشمي (ياسر العظمة - مها المصري - حسن دكاك - بشار اسماعيل - عصام عبه جي - سليم كلاس - عارف الطويل)
حلقة الخامسة عشر: حق الجمل على مين فكرة نور الدين الهاشمي (ياسر العظمة - مها المصري - سلمى المصري - وفاء موصلي - عبير شمس الدين - توفيق العشا - هالة شوكت - كاريس - هالة حسني - عصام عبه جي)
حلقة السادسة عشر: اخواتي ولكن (عبير شمس الدين - مها المصري - عارف الطويل - انطونيت نجيب - هاني شاهين - عابد.فهد - سليم كلاس - ليلى سمور) افراح الفقراء فكرة ابي حسن (ياسر العظمة - وفاء موصلي - عصام عبه جي - عارف الطويل)
حلقة السابعة عشر: استقبال شعبي فكرة نور الدين الهاشمي (ياسر العظمة - حسن دكاك - سلمى المصري - بشار اسماعيل - هاني شاهين - حسن عويتي - هالة حسني عم تحكي عن جد فكرة غازي العلي عارف الطويل - عابد فهد - كاريس - عبير شمس الدين - وفاء الموصللي)
حلقة الثامنة عشر: السلسال فكرة غازي العلي (ياسر العظمة - سليم كلاس - سلمى المصري - وفاء الموصللي - ياسين ارناؤوط) المسدس والصورة فكرة نجيب كيالي ياسر العظمة - وفاء موصلي - حسن دكاك)
حلقة التاسعة عشر: الأمن مستتب فكرة نور الدين الهاشمي (ياسر العظمة - سليم كلاس - حسن دكاك - بشار اسماعيل - ياسين ارناؤوط) - محمد قنوع الباب والكرسي فكرة عدتان حبال (عابد فهد-سليم كلاس)
حلقة العشرون: مرحوم خمس نجوم (ياسر العظمة - سليم كلاس - حسن دكاك - هاني شاهين - مها المصري) - هالة حسني - محمد قنوع العتب على النظر فكرة عدنان حبال (عصام عبه جي-هالة شوكت)
حلقة الحادية والعشرون: شروال صالح!!! فكرة نور الدين الهاشمي (ياسر العظمة - مها المصري - حسن دكاك - ليلى سمور - عصام عبه جي - حسن عويتي - توفيق العشا - محمد قنوع - عارف الطويل)
حلقة الثانية والعشرون: حظ بيفلق الصخر فكرة نور الدين الهاشمي (ياسر العظمة - سيف الدين السبيعي - عابد فهد - بشار اسماعيل - وائل رمضان - عارف الطويل - وفاء موصللي - ايمان عبدالعزيز - هالة شوكت) كلاب الاغا فكرة نور الدين الهاشمي (ياسر العظمة - بشار اسماعيل - حسن دكاك - حسن عويتي - وائل رمضان - توفيق العشا - وفاء موصللي - عابد فهد)
حلقة الثالثة والعشرون: شو سميها يا ناس فكرة نور الدين الهاشمي (ياسر العظمة - مها المصري - هالة شوكت - هالة حسني - توفيق العشا- ياسين ارناؤوط - عصام عبه جي) بدنا نتجوز على الصيف (عارف الطويل - هالة حسني - وائل رمضان - بشار اسماعيل - حسن دكاك - عصام عبه جي)
حلقة الرابعة والعشرون: حتى اخر نفس فكرة نور الدين الهاشمي (ياسر العظمة - سلمى المصري - سليم كلاس - هاني شاهين - حسن دكاك - وائل رمضان - سيف الدين السبيعي - محمد قنوع - عصام عبه جي - ياسين ارناؤوط ما بينعطو وش (هالة حسني - وائل رمضان - ليلى سمور))
حلقة الخامسة والعشرون: ضيعة حب العزيز فكرة زياد السباعي (ياسر العظمة - توفيق العشا - عصام عبه جي - حسن دكاك - عارف الطويل - عبير شمس الدين - مها المصري - وفاء موصللي - كاريس)
حلقة السادسة والعشرون: الحل عدنا فكرة نور الدين الهاشمي (ياسر العظمة - بشار اسماعيل - وائل رمضان - حسن عويتي - توفيق العشا- سليم كلاس - عابد فهد - هاني شاهين - عارف الطويل) ع الباب انا ع الباب (عابد فهد - مها المصري - ليلى سمور - سيف الدين السبيعي - محمد قنوع)

## موضوع الحلقات
الحلقة الأولى:عرض مواضيع غير قابلة للنشر منها قصة اسعاف زوجة مسؤل وبالغلط اسعاف سيدة عادية. وقصة شاب محتاج مساعدة والبحث عن شرطة للمساعدتة دون جدوى بسبب لقاء نوعية شرطة غير مناسبين.وقصة مستثمر حب يرشي مسؤل للموافقة لبناء حديقة حيوان من خلال وصية كلبة بوبي. وبنهاية القصة يتم قفل دار النشر من السلطة بالشمع الاحمر.
الحلقة الثانية:اكتشاف ضياع دعوة روبيان بعد عزيمة العشاء والبحث عنها بكل مكان قبل اكتشاف مكانها وكيف انه الكل يستغل الدعوة للسفر.
الحلقة الثالثة: الجزء الأول يناقش ماهي البضائع الازم عرضها بمعرض روبيان. الجزء الثاني يحكي قصة تدين شخص مبلغ من المال والتماطل في دفعة الدين مع تبرير اسباب تاخرة بالدفع للجميع إلى ان أصبح الدائن في محل لا يحسد علية.
الحلقة الرابعة: فكرة بياعين ثياب بالية وكيف يتم شراء ثياب رخيصة وبيعها باثمان غالية للاثرياء وتظاهرهم بالغنى بالحفلات إلى ان انكشف خداعهم للناس بالبرستيج.
الحلقة الخامسة: حلقة تحكي عن مسؤل نزية يريد ان تاخذ العدالة مجراها في محاسبة ابنة بعد ارتكاب جريمة ولجوء ام الولد لمحامي مخادع لاخراجة من السجن.
الحلقة السادسة: الجزء الأول يحكي قصة معاناه عامل فقير من متطلبات الحياة إلى ان جن جنونة ومحاولتة الحصول على زيادة بالراتب من مدير مخادع إلى ان اقنعة انه راتبة أكثر من ما يستحق. الجزء الثاني يحكي عن انشغال النساء طول اليوم خصوصا بالزيارات بالمكالمات اللاسلكية.
الحلقة السابعة: بعد الرجوع من الخليج حب يفتح مشروع ذهب ولكن مع الضرائب وطلب الكل منه مصاري وبعد الخسائر الي تخسرها قرر يرجع مرة ثانية مع زوجتة على الخليج.
الحلقة الثامنة: تتمه الحلقة السابعة بعد الرجوع من الخليج حب يفتح مشروع ذهب ولكن مع الضرائب وطلب الكل منه مصاري وبعد الخسائر الي تخسرها قرر يرجع مرة ثانية مع زوجتة على الخليج. الجزء الثاني بعد تقاعد موظف من الشغل قرر انه يهتم بزراعة الحديقة تحت عمارتة ولكن كل ما بيزرع شجرة يتم اقتلاعها لسبب أو لاخر.
الحلقة التاسعة: تذمر مستشار الظل من وضعة تحت حكم الصدر الاعظم ومواساة زوجته له. وفي وقت كثرت فية السرقة عين الصدر الاعظم مستشار الظل للقبض على الحرامية وطلب المسؤلين من مستشار الظل للحراس للحراسة بصورة مستمرة.
الحلقة العاشرة: قيام رئيس المخفر بزيارة لمزرعة فلاح والإعجاب بها واخبار قائم مقام بها إلى ان احتال على صاحب مزرعة التفاح بطريقة لسلب المزرعة منه واخذها لنفسة.
الحلقة الحادية عشر: جمعة رجال لمناقشة مشاكل الزوجات وجمعة نسوان للمكر على الرجال باللوحة الأولى زوجة شخص بخيل تتحايل علية بوجع البطن لتجعلة يصرف عليها مبالغ كبيرة.
الحلقة الثانية عشر: جمعة رجال لمناقشة مشاكل الزوجات وجمعة نسوان للمكر على الرجال باللوحة الثانية زوجة شخص متزوج حديثا زوجها يختبر بوضع تمثال خشب على شكل امه ويختبر صبرها.
الحلقة الثالثة عشر: جمعة رجال لمناقشة مشاكل الزوجات وجمعة نسوان للمكر على الرجال باللوحة الثالثة زوجة شخص بخيل تتحايل علية بوجع البطن لتجعلة ياخذها على فندق وتغير جوى بادعائها باب البيت مفتاحة ضاع. اللوحة الرابعة مشاكل الزوجة مع الحماه ومكر الحماة بافتعال المشاكل. باخر لوحة حب وتفاني وتضحية الزوجة لمساندة زوجها.
الحلقة الرابعة عشر: لجوء مزارع لمسؤل لمكافحة الحشرات ولكن لسوء الحظ المسؤل فاسد واشترى مبيدات حشرية منتهية الصلاحية ولكن بالنهاية استعمل مبيد حشرات قوي وقضى على أكبر حشرة.
الحلقة الخامسة عشر: اجتماع متزوجات لمناقشة مؤخر زواجهم ومطالبة ازواجهم برفعة بالمحكمة كي يكون قدرهم كبير وموافقة ورفض الازواج لهذي المطالب.
الحلقة السادسة عشر: الجزء الأول عن بر بنت وزوجها بامها إلى ان توفت وعراك اخوتها على الورث واستغناءها عن حقها ومخاصمتها لهم. الجزء الثاني طرفة قراءة رسالة من قرايب مزارع مع صديقة وبين نجاح وفشل الشاب بالرسالة إلى ان استقرت نهاية الرسالة على نجاحة ورجعتة للوطن وخطبتة ابنة المزارع.
الحلقة السابعة عشر: الجزء الأول عن قيام الوالي بتوكيل موظفة بعمل حفل استقبال وقيام الموظف باختلاس مبلغ واعطاءة لموظف اخر وهالمجرى إلى ان تم عمل احتفال بدون أي مبلغ من قبل الشعب. الجزء الثاني فراش يحاول التقدم لموظفة ولكن شروطها التعجيزية سبب تاخرها بالزواج إلى ان كبرت وتنازلت عن كل شروطها بس بعد فوات الاوان.
الحلقة الثامنة عشر: الجزء الأول اتهام سيدة لمرتاد حديقة بسرقة سلسالها وضرب زوجها له وتجمع الناس وحضور الشرطة وتوجية تهم له وفي اخر لحظة يتم الكشف عن مقلب كامرا خفية. الجزء الثاني ولع شخص بالاسلحة النارية واجبار ولدة الصغير على لبس ثياب الجنود وحمل السلاح والذهاب به للتصوير ومن ثم للمنزل وضياع قطعة الفرد من الولد والعثور علية بعد البحث.
الحلقة التاسعة عشر: أول جزء محلين تتم سرقتهم والشرطة تبتز المسوقين ببضائع خلال البحث عن السارق إلى ان يتم القبض على السارق. جزء الثاني لغز عدم سماع دق الباب للي جالس على الكرسي بالمكتب ومحاولة معرفة السبب.
الحلقة العشرون: أول جزء عند توفي جدهم المغترب في الخارج قرروا الاخوة الاجتماع لمناقشة ترتيبات الدفن وكتابة النعوة وطرائف هذا الحدث. جزء الثاني بعد تقدم الجد والجدة بالسن طرفة شك الخيط بالإبرة والمخاولات المستمرة لحد الكشف عن انه راس الإبرة مكسور.
الحلقة الحادية والعشرون: عند طلب المختار من صالح قراءة تأبين للمختار السابق طلب صالح من زوجتة استعارة ثياب جديدة للمناسبة. زوجة صالح استعارت ثياب من صديقتها ولكن زوجها وحيد سمين جدا وهذا السبب لشلحان شروال صالح في خطاب تابين المختار. قرر صالح بسبب المضايقات المستمرة هجر الضيعة مع زوجتة ولكن بعد عدة سنين بعد وفاة صديقة ذهب للبحث عنه في قرية الصفصاف ولكن المفاجأة عدم نسيان أهل الضيعة على مر هالسنين والمصائب الي مرت فيها قصة شروال صالح.
الحلقة الثانية والعشرون: الجزء الأول محاولة شاب الحصول على فيزا على أمريكا بكل الطرق إلى ان تقدم لبنت معها الجنسية الأمريكية للحصول على الفيزا وطرائف مقابلة الزواج الذي لم يكتب له النجاح. الجزء الثاني كلاب الاغا تعيث فساد في القرية وتقتل الحيوانات عندها قرروا الناس الاشتكاء عند الاغا بدون فائدة فذهبو بعدها إلى الحكمت دار للحصول على حل ولكن بالاخير كان الحل بتغيير أهل الضيعة وليس الكلاب.
الحلقة الثالثة والعشرون: الجزء الأول صراع بين امه وحماتة على تسمية بنته على اسم وحده منهم. الجزء الثاني مشاكل في تسليم الفيلا عند موعد الانتهاء لاقامة عرس فيها.
الحلقة الرابعة والعشرون: بعد اصرار زوجتة زيارة معارفة وزملاءة المرضى مع عدم ارتياحة لهذي الزيارات فقعت مرارتة باخر زيارة. جزء الثاني عند رؤية حماة زوجة ابنها لابسة ثياب قديمة ومشرشحة اصرت على ابنها تدليل زوجتة ولكن مع الاسف بعد الدلال شروط الزوجة في الرفاهية تضاعفت لابعد حدود.
الحلقة الخامسة والعشرون: بعد ذهاب المختار للقاء مسؤلين لتحسين اوضاع قريتة بنت لشخص من سكان الكرية السابقين قررت تبرع بمبالغ وعطايا لنساء القرية الارامل والمطلقات ونتيجة لذلك رجال القرية تسابقو للارتباط بمن ربحو العطية.
الحلقة السادسة والعشرون: الجزء الأول عند طلب حلول لجأ أهل ضيعة إلى مذيع اصلة من حارتهم لقول شكواهم على التلفزيون لايجاد حلول ولكن طول الحلقة لم يتطرق لمشاكلهم إلى ان استقال خوفا على نفسة. الجزء الثاني زوجة تسرف في صرف المصروف على بياعين الي بيطرقو الباب بعد استلامها مصروف البيت من زوجها.